# Amorejščina
Amorejščina je izumrli zgodnji semitski jezik, ki so ga v bronasti dobi govorila amorejska plemena,  pomembna v starodavni zgodovini Bližnjega vzhoda. Znana je iz ugaritščine. Nekateri znanstveniki štejejo ugaritščino za najbolj zahodno in edino znano amorejsko narečje, ki se je ohranilo v pisni obliki in neakadskih lastnih imenih, ki so jih akadski pisarji zabeležili v obdobjih vladavine Amoritov v Babiloniji (konec 3. in začetek 2. tisočletja pr. n. št.), zlasti iz Mariju in v manjši meri v Alalahu, Tell Harmalu in Hafadži. Imena se najdejo tudi v zgodnjih egipčasnih besedilih. Eno od njih je krajevno ime "Sənīr" (سنير. שְׂנִיר) za goro Hermon, znano iz Biblije (5. Mojzesova 3: 9).
Amorejščino se uvršča med arhaične severozahodne semitske jezike, zaradi nekaj značilnosti pa jo je mogoče uvrstiti tudi drugače.